# Cycas seemannii
Cycas seemannii — вид голонасінних рослин класу саговникоподібні (Cycadopsida).
Етимологія: вшанування німецького натураліста і видавця Бертольда Карла Зємана (Berthold Carl Seemann, 1825—1871), колекціонер типового зразка.

## Опис
Стебла деревовиді, 4(10) м заввишки, 10–20 см діаметром у вузькому місці. Листки темно-зеленого, напівглянсові, довжиною 150–200 см. Пилкові шишки веретеновиді, від оранжевого до коричневого кольору (бліді), довжиною 35–50 см, 12–15 см діаметром. Мегаспорофіли 25–35 см завдовжки, білі повстяні і жовто-повстяні. Насіння плоске, яйцевиде, 45–60 мм завдовжки, 40–50 мм завширшки; саркотеста оранжево-коричнева, 4–5 мм завтовшки.

## Поширення, екологія
Країни поширення: Фіджі; Нова Каледонія; Тонга; Вануату. Записаний з рівня моря до 600 м над рівнем моря. Цей вид зустрічається на стабілізованих прибережних дюнах, утворених на кораловому піску або кораловому вапняку, рідше на базальтових суглинках та інших важких видах ґрунту. Росте в посушливих районах на скелястих відкритих схилах і гірських хребтах.

## Використання
Рослини використовують для декоративних цілей. Насіння подрібнюють і перетворюють на свого роду хліб і свіжі чолові шишки, як кажуть, їстівні.

## Загрози та охорона
Багато місць його проживання була замінена сільським господарством, але, багато рослин досі зустрічаються в ділянках непорушених лісів.